# Kroot
Kroot is een verbastering van het Franse carotte, wortel. In het Nederlands wordt het gebruikt als aanduiding van een knolgewas. In Vlaanderen is het naargelang de streek synoniem van biet, peen, voederbiet. In een groot deel van Nederland, vooral de Randstad en omgeving, is het synoniem van rode biet.